# Llista de cràters de Plutó
En aquest article només es mostra els noms oficials aprovats per la Unió Astronòmica Internacional (UAI).
Aquesta és una llista de cràters amb nom de Plutó, un planeta nan descobert el 1930 per l'astrònom Clyde Tombaugh (1906-1997).
El 2019, els 5 cràters amb nom de Plutó representaven el 0,09% dels 5475 cràters amb nom del Sistema Solar. Altres cossos amb cràters amb nom són Amaltea (2), Ariel (17), Cal·listo (142), Caront (6), Ceres (115), Dàctil (2), Deimos (2), Dione (73), Encèlad (53), Epimeteu (2), Eros (37), Europa (41), Febe (24), Fobos (17), Ganímedes (132), Gaspra (31), Hiperió (4), Ida (21), Itokawa (10), Janus (4), Japet (58), Lutècia (21), Lluna (1624), Mart (1124), Mathilde (23), Mercuri (402), Mimas (35), Miranda (7), Oberó (9), Proteu (1), Puck (3), Rea (128), Šteins (23), Tebe (1), Terra (190), Tetis (50), Tità (11), Titània (15), Tritó (9), Umbriel (13), Venus (900), i Vesta (90).

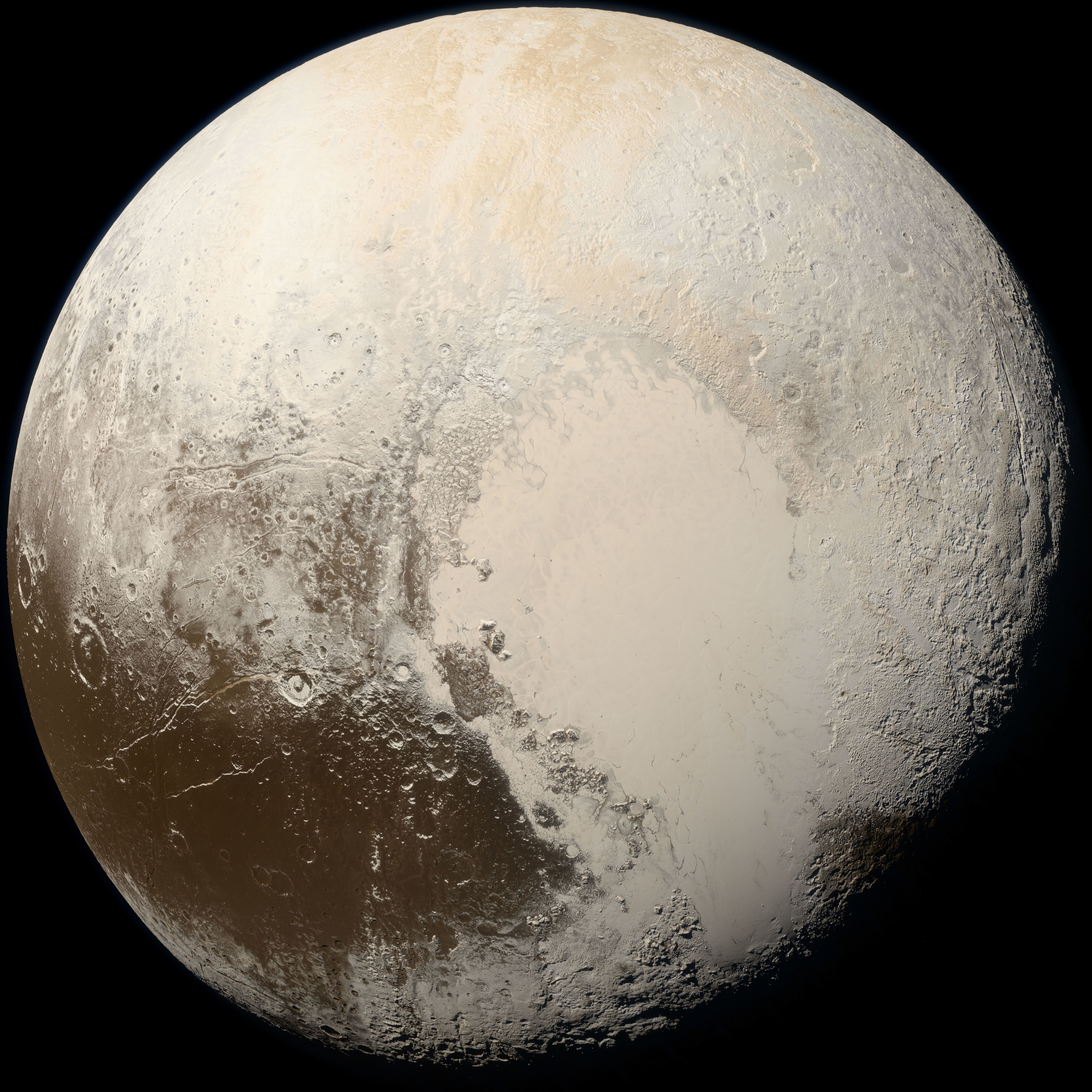
Imatge de Plutó ((134340) Plutó) (color veritable), feta per la sonda espacial New Horizons a 35.445 km de distància, 2015
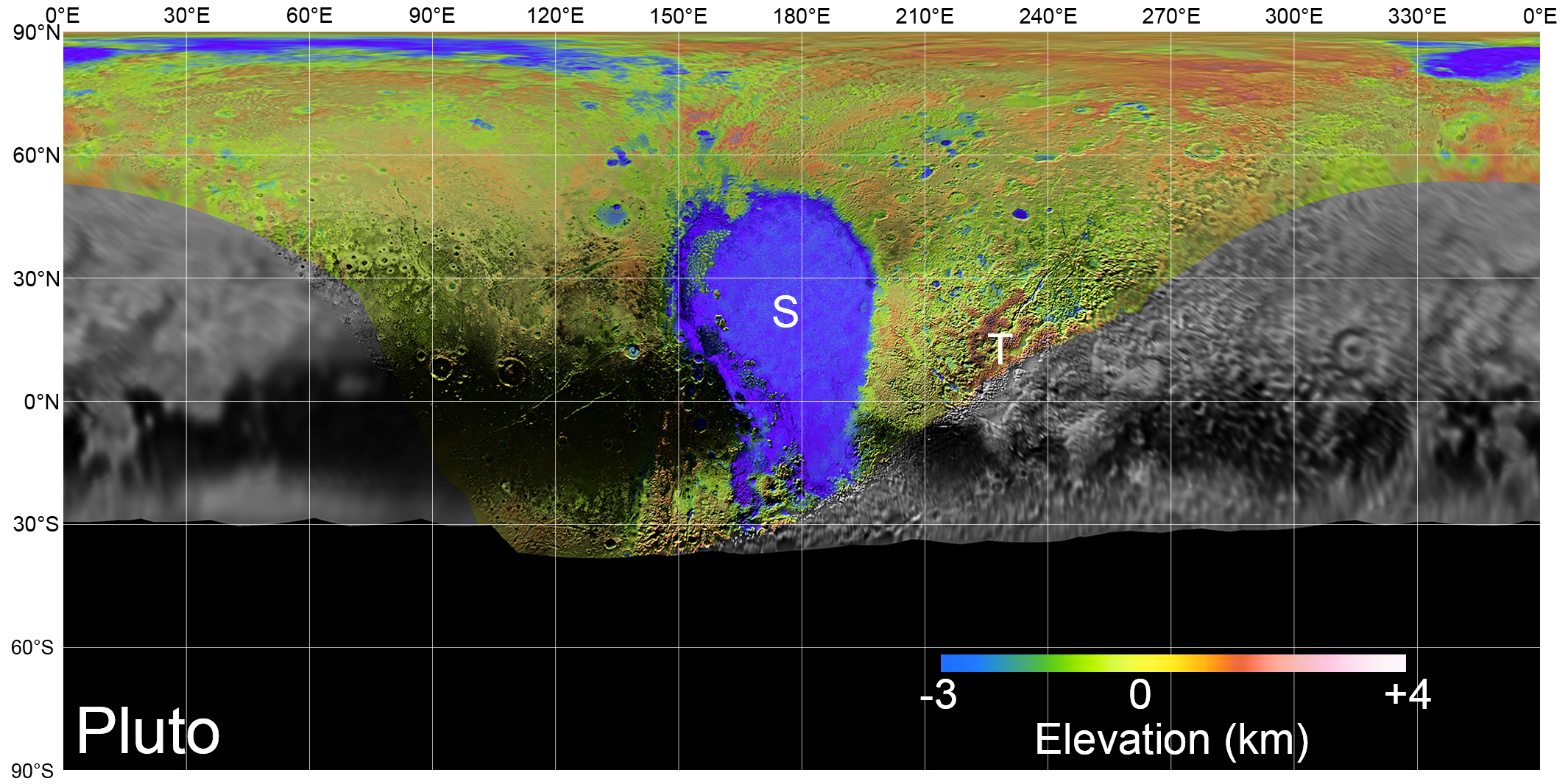
Mapa topogràfic de Plutó, 2017
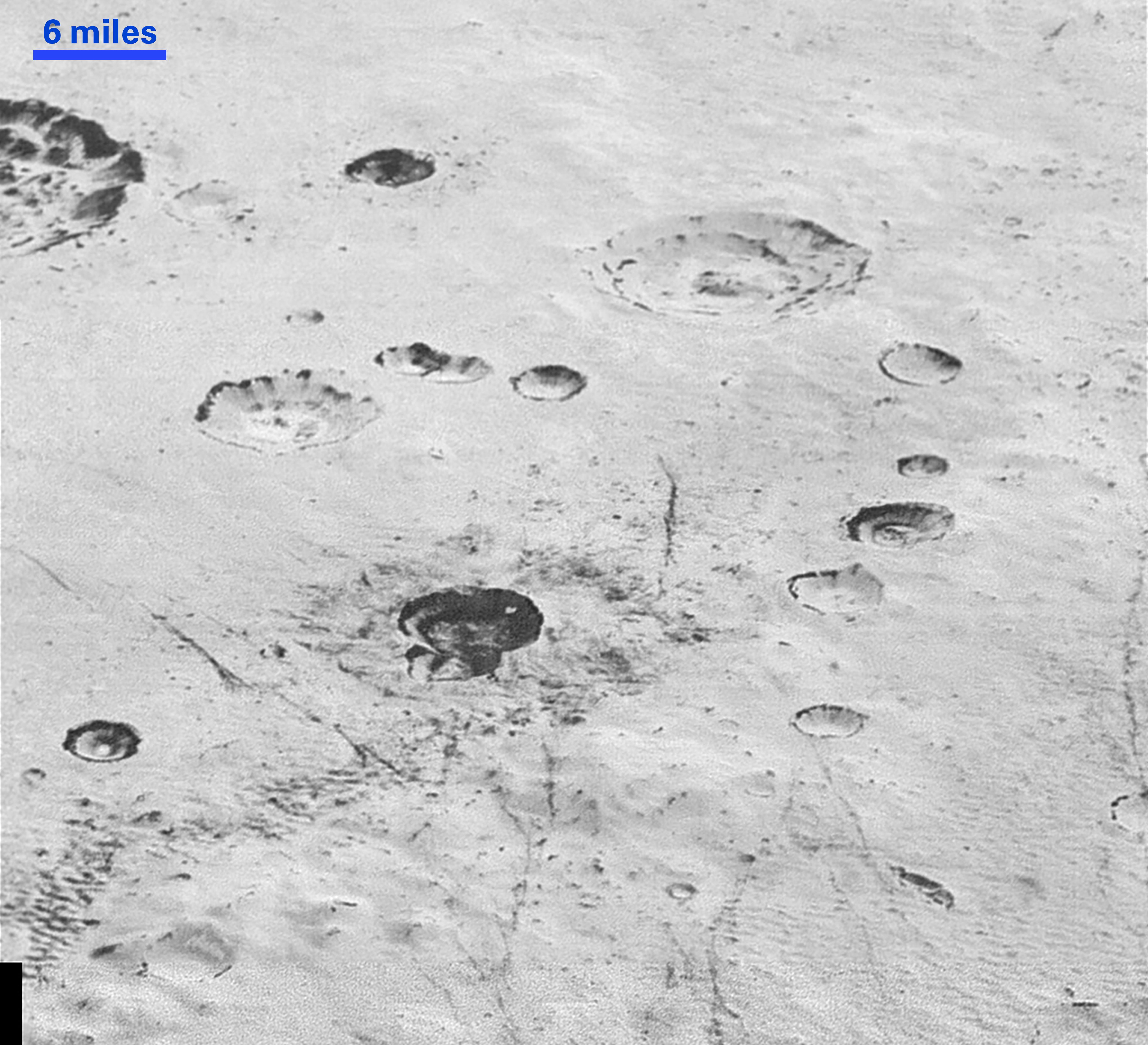
Imatge de cràters sobre les planes glaçades realitzada per la sonda espacial New Horizons, 2015

La densitat superficial dels cràters d'impacte a la superfície de Plutó és extremadament variable d'una regió a una altra, reflectint edats molt diferents, de fa menys de 30 milions d'anys a la Sputnik Planitia, fins a més de 4.000 milions, passant per zones d'edat mitjana (entre 100 milions i mil milions).

## Llista
Els cràters de Plutó porten els noms de persones relacionades amb Plutó i el cinturó de Kuiper.
Totes les coordenades són planetocèntriques (+ Est; 0-360).
| Cràter    | Coordenades                              | Diàmetre (km) | Epònim | Ref.  |
| --------- | ---------------------------------------- | ------------- | --- | ----- |
| Burney    | 45° 41′ N, 133° 47′ E / 45.68°N,133.79°E | 296,00        | Venetia Burney (1918-2009), noia britànica, que el 1930 va suggerir el nom de «Plutó» per al planeta recentment descobert per Tombaugh. | WGPSN |
| Coughlin  | 15° 14′ N, 150° 32′ E / 15.24°N,150.54°E | 45.00         | Thomas Boyd Coughlin, el primer cap de projecte de la sonda New Horizons (1941-2011).                                                   | WGPSN |
| Edgeworth | 6° 52′ N, 109° 25′ E / 6.86°N,109.42°E   | 149.00        | Kenneth Edgeworth, astrònom irlandès que va plantejar la hipòtesi de l'existència d'objectes més enllà de Neptú (1880-1972).            | WGPSN |
| Elliot    | 12° 02′ N, 140° 58′ E / 12.04°N,140.97°E | 11.07         | James Elliot (1943-2011), astrònom estatunidenc descobridor de l'atmosfera de Plutó.                                                    | WGPSN |
| Hardaway  | 46° 51′ N, 138° 52′ E / 46.85°N,138.86°E | 96,00         | Lisa Hardaway (1966-2017), enginyera nord-americana, responsable del desenvolupament de l'eina RALPH de la New Horizons.                | WGPSN |
| Hardie    | 23° 49′ N, 141° 35′ E / 23.82°N,141.58°E | 25,00         | Robert H. Hardie (1923-1989), Astrònom nord-americà, co-descobridor del període de rotació de Plutó.                                    | WGPSN |
| Khare     | 27° 51′ N, 94° 34′ E / 27.85°N,94.56°E   | 58,00         | Bishun Khare (1933–2013), científic estatunidenc d'origen indi que va estudiar la química atmosfèrica de Plutó.                         | WGPSN |
| Kiladze   | 28° 23′ N, 212° 55′ E / 28.39°N,212.92°E | 44,42         | Rolan Kiladze (1931-2010), astrònom georgià que va investigar la dinàmica, l'astrometria i la fotometria de Plutó.                      | WGPSN |
| Oort      | 7° 52′ N, 92° 03′ E / 7.86°N,92.05°E     | 123,00        | Jan Oort (1900-1992), astrònom holandès que va fer la hipòtesi de l'existència d'un núvol d'objectes dels quals surten els cometes.     | WGPSN |
| Pulfrich  | 77° 48′ N, 135° 59′ E / 77.8°N,135.99°E  | 37.7,00       | Carl Pulfrich (1858-1927), físic alemany inventor del comparador intermitent utilitzat per Tombaugh per descobrir Plutó.                | WGPSN |
| Simonelli | 12° 47′ N, 314° 46′ E / 12.79°N,314.76°E | 286,00        | Damon Simonelli (1959-2004), astrònom estatunidenc que va investigar la història de la formació de Plutó.                               | WGPSN |
| Zagar     | 5° 44′ N, 155° 14′ E / 5.74°N,155.23°E   | 93,00         | Francesco Zagar (1900-1976), astrònom italià, un dels primers estudiants de Plutó.                                                      | WGPSN |